# الآنسة بوسة (فلم)
الآنسة بوسة هو فيلم مصري تم إنتاجه عام 1945، إخراج نيازي مصطفى و بطولة نور الهدى، محمود ذو الفقار.

## بطولة
<|-
||
- نور الهدى: بثينه نظمى باشا/بوسه فوزى
- محمود ذو الفقار: محسن رشدي
- بشارة واكيم: نظمي باشا البشابيشي / فوزي باشا المزازيكي
- فردوس محمد: فكرية هانم - والدة محسن
- حسن فايق: رشدي بيه البغبغان

||
- فرج النحاس: صديق محسن
- فهمي أمان: عبد الشكور
- محسن حسنين
- فؤاد منيب: رؤوف - خطيب بثينه
- نعيمة جمال: صديقة رؤوف

||
- رياض القصبجي
- محمد نبيه: البارمان
- شفيق نور الدين: الشعر المنافق عباس أبو النواس
- عبد الحليم القلعاوي: شحاته كاكا - البلطجى
- نبوية مصطفى: راقصة

|}

## فريق العمل
| - نيازي مصطفى: سيناريو مخرج - أبو السعود الإبياري: القصة والحوار - عبد العزيز سلام : كلمات الأغاني - بيرم التونسي: مؤلف أغنية "أنا بوسة" - حسن الإمام: مخرج مساعد - محمود فريد: ملاحظ السيناريو - سابو: مسجل الاغاني - عزيز فاضل: مسج الموسقى التصويرية | - يوسف كرامة: مسجل الحوار - زكريا أحمد: الألحان - رياض السنباطي: الألحان - محمود الشريف: الألحان - روبرت شارفنبرج: منفذ المناظر - جعفر والى: مساعد الديكور - ستوديو لاما: استوديو التصوير - مصطفى حسن: مصور | - وحيد فريد: مساعد مصور - نحّاس فيلم: منتج - إميل يزبك: مدير الإنتاج - ألبير نجيب: مونتير - نحّاس فيلم: موزع - محمود عبدالفتاح: مصور فوتوغرافيا - عيسى أحمد: ماكيير |

## روابط خارجية
- مقالات تستعمل روابط فنية بلا صلة مع ويكي بيانات